# Övra kapell
Övra kapell är ett kapell som tillhör Junsele församling i Härnösands stift, belägen i Övra, Sollefteå kommun.

## Kyrkobyggnaden
Övra kapell byggdes samtidigt med byskolan i Övra by 1894 av skogsbolaget Kramfors AB. Klockstapeln uppfördes 1898. En tid under 1900-talets första årtionden användes skolan som kyrksal, men när skolan lades ner 1944 återinvigdes Övra kapell.
Den 14 oktober 2016 utsågs byggnaden till "Ångermanlands vackraste hus" av tidningen Allehanda. 